# 睡眠神经科学

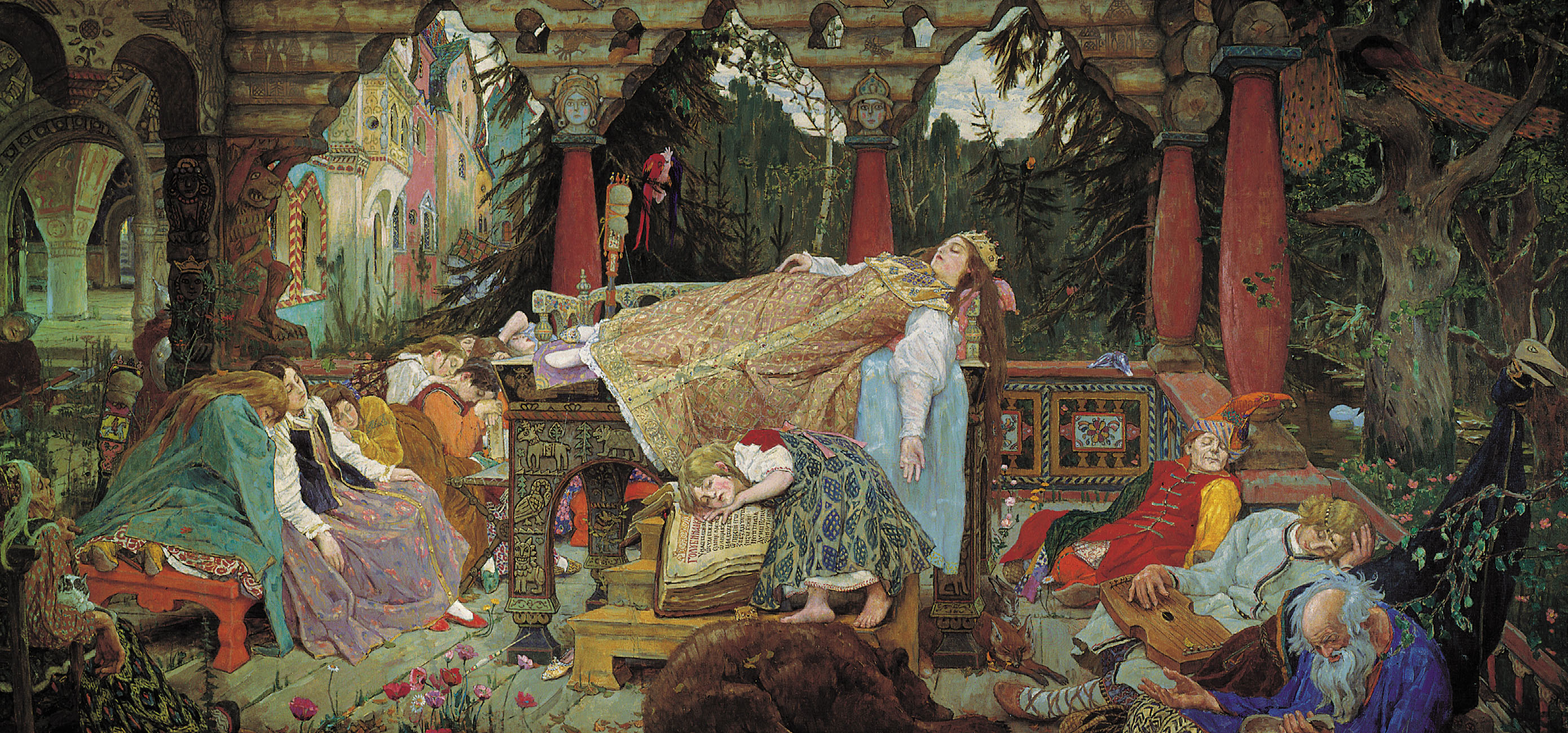
沉睡的公主: 20世纪早期的维克多·瓦斯涅佐夫画

睡眠神经科学為研究睡眠的神经科学和生理学基础及其功能。 传统上，睡眠被作为心理学和医学的一部分来研究。 从神经系统科学的角度来研究睡眠，随着二十世纪下半叶科技的进步和神经系统科学研究的激增而日益突出。
睡眠的重要性体现在有机体每天花费数小时的时间在睡眠中，而睡眠剥夺可能产生灾难性的影响，最终导致动物死亡。 对于一个如此重要的现象，人们对睡眠的目的和机制只有部分了解，以至于直到20世纪90年代末，人们还打趣说: “睡眠的唯一已知功能是治愈嗜睡”。 然而，随着脑电图、PET和功能磁共振成像等成像技术的发展，以及计算能力的提高，人们对睡眠背后的机制有了越来越深入的了解。
睡眠神经科学研究的基本问题是: 
1. 什么是睡眠的相关性，也就是说，什么是最小的一组事件，可以确认有机体是睡眠？
2. 大脑和神经系统是如何触发和调节睡眠的？
3. 睡眠时大脑发生了什么？
4. 我们如何根据大脑的生理变化来理解睡眠功能？
5. 是什么导致了各种睡眠障碍? 如何治疗？[6]

现代神经科学睡眠研究的其他领域包括睡眠的进化、发育和老化过程中的睡眠、动物睡眠、药物对睡眠、梦和噩梦的作用机制，以及睡眠和觉醒之间的觉醒阶段。

## 简介
快速眼动睡眠(REM)、非快速动眼睡眠睡眠(nREM 或非快速眼动睡眠)和清醒代表了意识、神经活动和生理调节的三种主要模式。 非快速眼动睡眠本身分为多个阶段-N1，N2和 N3。 睡眠以90分钟的快速眼动和非快速眼动周期进行，顺序通常是 N1→ N2→ N3→ N2→快速眼动。 当人类入睡时，身体活动会减慢。 体温、心率、呼吸频率和能量消耗都在下降。 脑电波变慢了。 兴奋性神经递质乙酰胆碱在大脑中的可用性减少。 人类经常通过机动来创造一个热友好的环境ーー例如，在寒冷时蜷缩成一个球。 反射仍然相当活跃。
人们认为快速眼动睡眠更接近清醒，拥有属性是眼球快速运动和肌肉松弛。 非快速眼动被认为是深度睡眠(非快速眼动的最深处被称为慢波睡眠) ，拥有属性缺乏明显的眼球运动，或肌肉麻痹。 尤其是在非快速眼动睡眠期间，大脑在睡眠期间消耗的能量明显少于清醒时。 在活动减少的区域，大脑恢复了三磷酸腺苷(ATP)的供应，这种分子用于短期储存和传输能量。 (因为在安静的清醒状态下，大脑负责身体能量消耗的20% ，这种减少对整体能量消耗有独立的显著影响。)在慢波睡眠中，人类分泌大量的生长激素。 所有的睡眠，甚至在白天，都与催乳素的分泌有关。
根据1975-1977年提出的 Hobson & McCarley 活化-整合假说，快速眼动和非快速眼动之间的交替可以用循环来解释，相互影响的神经递质系统。 睡眠时间是由生物钟控制的，在人类中，在一定程度上是由意志行为控制的。 昼夜节律这个术语来自拉丁语 circa，意思是“大约”(或“近似”) ，diem 或 die，意思是“一天”。 生物钟是指一种生物机制，它控制着多种生物过程，导致它们表现出内源性的、可诱导的大约24小时的振荡。 这些节律在植物、动物、真菌和蓝藻中被广泛观察到。

## 和睡眠有关
睡眠研究中的一个重要问题就是明确定义睡眠状态。 这个问题之所以出现，是因为传统上将睡眠定义为一种意识状态，而不是一种生理状态，因此没有明确的定义哪些最低限度的事件构成睡眠，并将其与其他部分或无意识状态区分开来。 做出这样一个定义的问题是复杂的，因为它需要包括不同物种的各种睡眠模式。
在症状水平上，睡眠拥有属性对感觉输入缺乏反应，运动输出较低，意识觉醒减弱，觉醒能力迅速恢复。 然而，将这些转化为生物学定义是困难的，因为大脑中没有单一的通路负责睡眠的产生和调节。 最早的建议之一是将睡眠定义为大脑皮层和丘脑的失活，因为睡眠期间对感觉输入几乎没有反应。 然而，这是无效的，因为这两个区域在睡眠的某些阶段都是活跃的。 事实上，丘脑似乎只是在向大脑皮层传递感觉信息时才失去活性。
其他一些关于睡眠的观察包括非 REM 睡眠中交感神经活动的减少和副交感神经活动的增加，以及在 REM 睡眠期间心率和血压的增加伴随着稳态反应和肌肉张力的降低。 然而，这些症状并不局限于睡眠情况，也不符合特定的生理学定义。
最近，定义的问题已经解决了通过观察整个大脑活动的特征脑电图模式的形式。 睡眠和觉醒的每个阶段都有一个特征性的脑电图模式，可以用来识别睡眠的阶段。 醒来通常是拥有属性 β (12-30赫兹)和 γ (25-100赫兹) ，这取决于是否有一个和平或紧张的活动。 睡眠的开始包括放慢这个频率到 α 的嗜睡(8-12赫兹) ，最后到第一阶段 NREM 睡眠的 θ (4-10赫兹)。 这个频率在快速眼动睡眠和非快速眼动睡眠的高级阶段进一步减少。 另一方面，睡眠波的振幅在清醒时最低(10-30μV) ，并且在睡眠的不同阶段呈现逐渐增加的趋势。 第二阶段是拥有属性睡眠纺锤波(sigma 频率为12-14Hz 的间歇性集束波)和 K 复合波(急剧向上偏转，然后缓慢向下偏转)。 第三阶段的睡眠有更多的睡眠纺锤波。 阶段3具有非常高的振幅 δ 波(0-4Hz) ，被称为慢波睡眠。 快速眼动睡眠是拥有属性低振幅混合频率波。 常出现锯齿波形。

## 睡眠的个体发育和系统发育

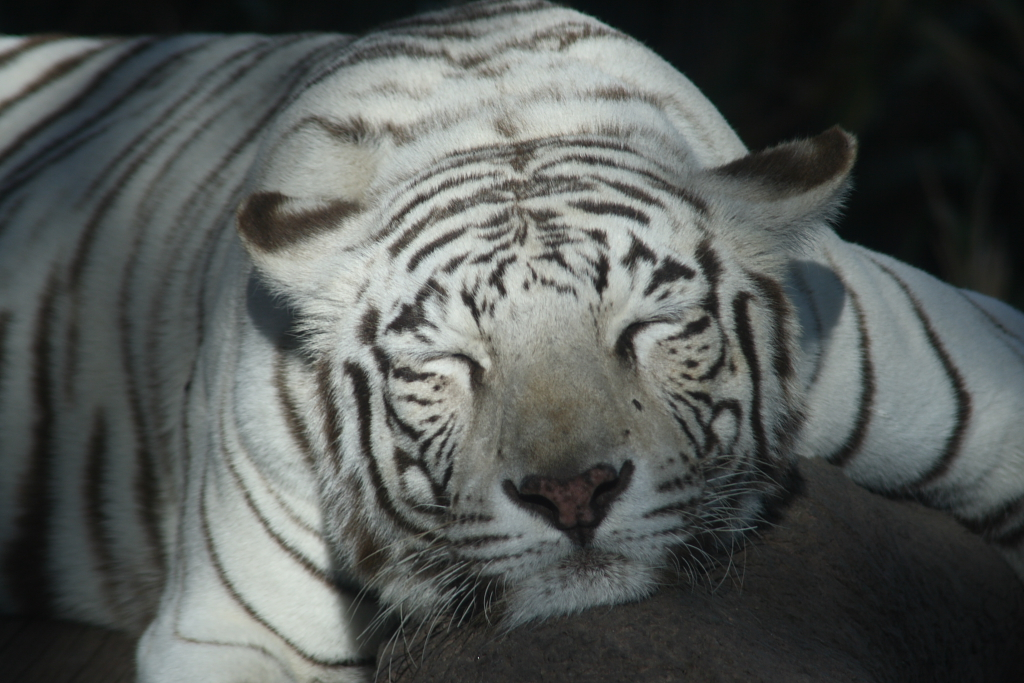
动物睡眠: 睡着的白虎

睡眠是如何在动物王国中进化的，以及睡眠是如何在人类中进化的，这些问题尤其重要，因为它们可能分别为睡眠的功能和机制提供线索。

### 睡眠进化
不同类型的睡眠模式的进化受到一些选择性压力的影响，包括体型、相对代谢率、捕食、食物来源的类型和位置以及免疫功能。 睡眠(尤其是深睡眠和快速眼动睡眠)是一种棘手的行为，因为它会大大增加捕食风险。 这意味着，如果睡眠已经进化，那么睡眠的功能应该比它所带来的风险具有实质性的优势。 事实上，对不同生物体的睡眠研究表明，它们是如何通过进化部分睡眠机制或拥有保护性栖息地来平衡这种风险的。 因此，研究睡眠的进化过程不仅可以为睡眠的发展方面和机制提供线索，而且还可以为睡眠的适应性辩护提供线索。
研究睡眠进化的一个挑战是，充足的睡眠信息只知道两个动物门-脊索动物和节肢动物。 根据现有的数据，比较研究已经被用来确定睡眠是如何进化的。 通过这些研究，科学家试图回答的一个问题是，睡眠是只进化了一次还是多次。 为了理解这一点，他们研究了不同类别的动物的睡眠模式，这些动物的进化史相当广为人知，并研究了它们的相似点和不同点。
人类同时拥有慢波睡眠和快速眼动睡眠，在这两个阶段，两只眼睛都是闭着的，大脑的两个半球都参与其中。 除了人类以外，哺乳动物也有睡眠的记录。 一项研究表明针鼹只有慢波睡眠(非快速眼动睡眠)。 这似乎表明，REM 睡眠只出现在进化后的 Therian。 但是后来有研究对此提出质疑，声称针鼹睡眠将两种睡眠模式结合成一种单一的睡眠状态。 其他研究表明牙齿类动物(如海豚和鼠海豚)有一种特殊的睡眠形式。 这就是所谓的单半球慢波睡眠(USWS)。 在这个睡眠模式中的任何时候，一个大脑半球的脑电图都表示睡眠，而另一个大脑半球的脑电图则相当于清醒状态。 在某些情况下，相应的眼睛是睁开的。 这可能使动物减少捕食者的风险和睡眠时，游泳在水中，虽然动物也可以睡眠休息。
哺乳动物睡眠的相关性对鸟类也是有效的，即鸟类睡眠与哺乳动物非常相似，涉及 SWS 和 REM 睡眠，具有相似的特征，包括闭上双眼，降低肌肉张力等。然而，鸟类快速眼动睡眠的比例要低得多。 此外，如果环境中存在较高的捕食风险，一些鸟类可以睁一只眼睡觉。 这就产生了在飞行中睡觉的可能性; 考虑到睡眠非常重要，而且一些鸟类可以连续飞行数周，这似乎是显而易见的结果。 然而，飞行中的睡眠还没有被记录下来，而且到目前为止也没有脑电图数据的支持。 进一步的研究可以解释鸟类是否在飞行中睡觉，或者是否有其他机制可以确保它们在没有睡眠的情况下在长途飞行中保持健康。
与鸟类不同，在爬行动物中很少发现一致的睡眠特征。 唯一常见的现象是爬行动物没有快速眼动睡眠。
一些无脊椎动物的睡眠也被广泛研究，例如果蝇(果蝇)和蜜蜂的睡眠。 这些动物的一些睡眠机制已经被发现，而其他的仍然相当模糊。 定义睡眠的特征大部分已经确定，和哺乳动物一样，这包括对感觉输入的反应减少，以触角不动的形式缺乏运动反应等。
事实上，这两种睡眠形式都存在于哺乳动物和鸟类身上，而不存在于爬行动物身上(爬行动物被认为是一个中间阶段) ，这表明睡眠可能在哺乳动物和鸟类身上分别进化。 证实这一点之后，可能会进一步研究脑电图是否与睡眠的功能有关，或者它们仅仅是一个特征。 这可能有助于进一步了解睡眠在长期可塑性中的作用。
根据 Tsoukalas (2012)的说法，REM 睡眠是一种众所周知的防御机制——主动静止反射——的进化转变。 这种反射，也被称为动物催眠或死亡假象，作为抵御攻击性捕食者的最后一道防线，包括动物的完全固定: 动物似乎已经死了(参见“扮演负鼠”)。 这种反应的神经生理学和现象学显示出与快速眼动睡眠惊人的相似性，这一事实暴露了一种深刻的进化亲缘关系。 例如，这两种反应都表现为脑干控制、瘫痪、交感神经活化和体温调节变化。 这个理论将许多早期的发现整合到一个统一的、进化的、信息丰富的框架中。

### 睡眠发展与衰老
睡眠的个体发育是对一个物种不同年龄组的睡眠的研究，特别是在发育和老化过程中。 在哺乳动物中，婴儿睡眠时间最长。 人类婴儿平均有8小时的快速眼动睡眠和8小时的非快速眼动睡眠。 每种睡眠模式所占的时间百分比在发育的最初几个星期有很大的不同，一些研究表明这与孩子的性早熟程度有关。 在出生后的几个月内，快速眼动睡眠时间的百分比明显减少。 当孩子长大成人后，他会有6-7个小时的非快速眼动睡眠，而快速眼动睡眠只有一个小时。 这不仅适用于人类，也适用于许多依赖父母进食的动物。 REM 睡眠的百分比在发育的第一阶段非常高的观察导致了 REM 睡眠可能促进早期大脑发育的假设。 然而，这一理论一直受到其他研究的质疑。
睡眠行为在青春期发生了很大的变化。 这些变化中的一些可能是人类的社会性变化，但其他的变化是荷尔蒙的变化。 另一个重要的变化是睡眠时间的减少，与儿童时期相比，儿童时期的睡眠时间逐渐变得与成年人相同。 也有人推测，体内平衡调节机制可能在青春期发生改变。 除此之外，青少年日常生活习惯的改变对其他行为如认知和注意的影响还有待研究。 例如，Ohayon 等人指出，从童年到青春期总睡眠时间的减少似乎更多地与环境因素有关，而不是与生物特征有关。
在成年期，睡眠结构已经表明，睡眠潜伏期和非快速眼动睡眠阶段1和2的时间可能随着年龄的增长而增加，而快速眼动睡眠阶段和慢速眼动睡眠阶段的时间似乎减少。 这些变化常常与老年人的脑萎缩、认知障碍和神经退行性疾病有关。 例如，巴克豪斯等人指出，在中年(在他们的实验中: 48-55岁) ，陈述性记忆巩固的下降是由于较低的 SWS，这可能已经开始减少在30岁左右。 根据 Mander 等人的研究，内侧脑前额叶外皮(mpFC)灰质萎缩是非快速眼动睡眠期间缓慢活动中断的预测指标，这可能会损害老年人的记忆巩固。 睡眠障碍，如白日过度嗜睡和夜间失眠，通常被认为是阿尔茨海默病(AD)或帕金森病(PD)进行性功能障碍的因素风险。
因此，睡眠在衰老是另一个同样重要的研究领域。 一个常见的观察结果是，许多老年人在入睡后花费大量的时间在床上醒着，无法入睡，睡眠效率明显下降。 生理节律也可能有一些变化。 有关这些变化的原因以及如何减少这些变化以确保老年人的舒适睡眠的研究正在进行中。

## 睡眠中的大脑活动

催眠图显示从午夜到早上6:30的睡眠结构，早期有深度睡眠。 在醒来之前有更多的 REM (红色标记)。 (目前的催眠图反映了最近将非快速眼动阶段3和4合并为单一阶段3的决定。)

了解睡眠时大脑不同部位的活动可以为睡眠的功能提供线索。 已经观察到，在睡眠的各个阶段都存在心理活动，尽管这些活动来自大脑的不同区域。 因此，与普遍的理解相反，大脑在睡眠期间从未完全关闭。 此外，睡眠强度的特定区域是自我平衡的相应数量的活动之前，睡眠。 使用像 PET，fMRI 和 MEG 这样的成像方式，结合脑电图记录，提供了一个线索，哪些大脑区域参与创建特征波信号，以及它们的功能可能是什么。

### 阶段模型的历史发展
1937年，阿尔弗莱德·李·卢米斯和他的同事首次描述了睡眠的各个阶段，他们将睡眠的不同脑电图(EEG)特征分为五个层次(a 到 E) ，代表了从清醒到深度睡眠的范围。 1953年，人们发现快速眼动睡眠是截然不同的，因此威廉·德门特和纳瑟尼尔·克莱特曼将睡眠重新分为非快速眼动睡眠和快速眼动睡眠。 分期标准在1968年由 Allan Rechtschaffen 和 Anthony Kales 在“ R & K 睡眠评分手册”中标准化
在 R & K 标准中，非快速眼动睡眠分为四个阶段，慢波睡眠包括第三和第四阶段。 在第三阶段，三角洲波占总波型的比例不到50% ，而在第四阶段，三角洲波占总波型的比例超过50% 。 此外，REM 睡眠有时被称为阶段5。 2004年，AASM 委托 AASM 视觉评分工作组审查 R & K 评分系统。 审查导致了几个变化，最重要的是阶段3和4进入阶段 N3的组合。 修订后的评分在2007年作为睡眠和相关事件评分的 AASM 手册出版。 唤醒，呼吸，心脏和运动事件也被添加。

### 非快速眼动睡眠活动
非快速眼动睡眠拥有属性全球和区域脑血流量减少。 它占成年人所有睡眠的80% 。 最初，人们认为与觉醒有关的脑干是不活跃的，但后来发现这是由于 PET 研究的低分辨率造成的，结果显示脑干中也有一些慢波活动。 然而，大脑的其他部分，包括楔前叶、基底前脑和基底神经节在睡眠期间是失活的。 大脑皮层的许多区域也是不活跃的，但是活跃程度不同。 例如，腹内侧脑前额叶外皮被认为是最不活跃的区域，而初级皮质是最不活跃的。
非快速眼动睡眠的拥有属性是缓慢的振荡、纺锤波和 δ 波。 缓慢的振荡已经被证明是来自大脑皮层，因为大脑其他部位的损伤不会影响它们，但是大脑皮层的损伤会影响它们。 三角波已被证明是由大脑皮层内的反复连接产生的。 在慢波睡眠期间，皮层在0.5 -4 Hz 的频率下产生短暂的活动和不活动，从而产生慢波睡眠的 δ 波。  在此期间，丘脑停止向大脑传递感觉信息，但它继续产生信号，如纺锤波，这些信号被发送到其皮层投影。 慢波睡眠的睡眠纺锤波是由丘脑网状核与丘脑中继神经元相互作用产生的。  据预测，睡眠纺锤波在切断大脑皮层与感觉输入的联系并允许钙离子进入细胞中起作用，因此可能在可塑性方面起作用。

#### NREM 1
NREM 第一阶段(N1-轻度睡眠，嗜睡，昏昏欲睡-占成年人总睡眠的5-10%) : 这是一个睡眠阶段，通常发生在睡眠和清醒之间，有时发生在深度睡眠和 REM 阶段之间。 肌肉活跃，眼睛缓慢地转动，适度地张开和闭合。 大脑从频率为8-13赫兹的 α 波(在清醒状态下很常见)转变为频率为4-7赫兹的 θ 波。 在 N1期间，突然的抽搐和睡眠抽搐，也被称为阳性肌阵挛，可能与睡眠开始有关。 在这个阶段，有些人可能还会出现催眠幻觉。 在非 REM1期间，人类失去了一些肌肉张力和对外部环境的最清醒的意识。

#### NREM 2
NREM 阶段2(N2-45-55% 的成人睡眠) : 在这个阶段，观察到 θ 活动，睡眠者逐渐变得更难醒来; 前一阶段的 α 波被称为睡眠纺锤波(或丘脑皮层纺锤波)和 K 复合体的突然活动打断。 睡眠纺锤波范围从11到16赫兹(最常见的是12-14赫兹)。 在这个阶段，肌肉活动的肌电图测量减少，并有意识的外部环境意识消失。

#### NREM 3

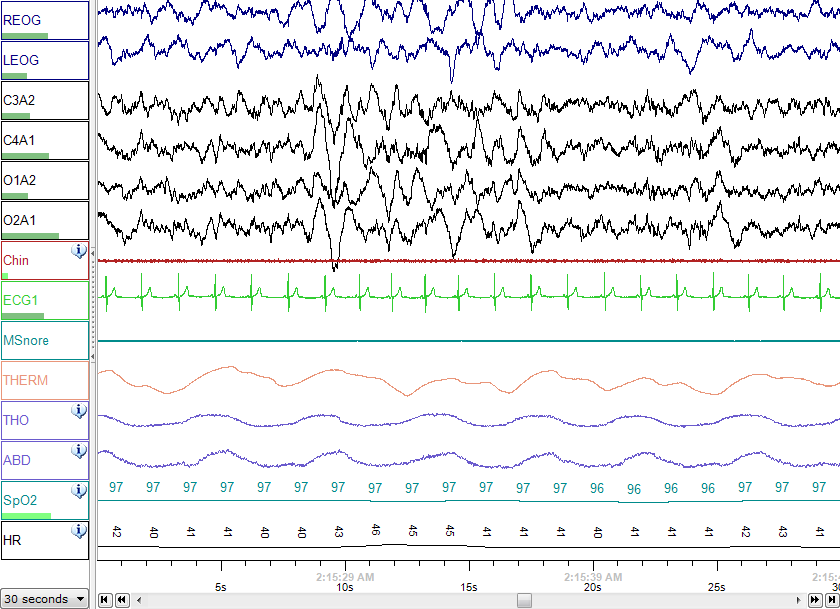
30秒的 N3深度睡眠。

NREM 阶段3(N3-15-25% 的成年人总睡眠) : 以前分为阶段3和4，这个阶段被称为慢波睡眠(SWS)或深度睡眠。 SWS 起源于视前区，由三角洲活动、小于3.5 Hz 的高振幅波组成。 睡眠者对环境的反应较少，许多环境刺激不再产生任何反应。 慢波睡眠被认为是最宁静的睡眠形式，这个阶段最能缓解主观的睡眠感觉和恢复身体。
这一阶段的拥有属性是至少存在20% 的 δ 波，频率范围为0.5 -2 Hz，峰值到峰值的振幅 > 75μV。 (脑电图标准将 δ 波定义为0至4赫兹，但原始 R & K 模型中的睡眠标准(Allan Rechtschaffen 和 Anthony Kales 在“ R & K 睡眠评分手册”中)，以及新的2007年 AASM 指南有0.5-2赫兹的范围。)这个阶段会出现睡眠异常，例如夜惊、夜遗尿、梦游和梦言。 许多插图和描述仍然显示阶段 N3与20-50% 的三角洲波和阶段 N4与大于50% 的三角洲波，这些已被合并为阶段 N3。

### REM 睡眠活动

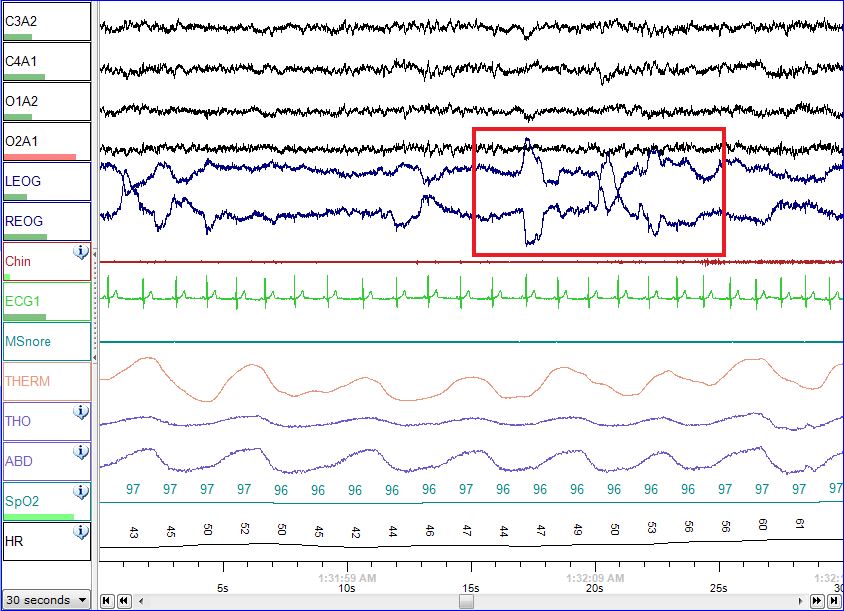
30秒的快速眼动睡眠。 红色方框突出显示眼球运动。

REM 睡眠阶段(REM 睡眠-占成年人总睡眠的20-25%) : REM 睡眠是大多数肌肉瘫痪的地方，心率、呼吸和体温变得不受控制。 REM 睡眠被乙酰胆碱的分泌打开，并被分泌单胺(包括5-羟色胺)的神经元所抑制。 REM 也被称为反常睡眠，因为睡眠者虽然表现出类似于清醒状态的高频脑电波，但比其他睡眠阶段更难唤醒。 生命体征表明，大脑的觉醒和耗氧量高于睡眠者清醒时的水平。 快速眼动睡眠的拥有属性是大脑的高血流量，与清醒状态相当。 事实上，在快速眼动睡眠期间，大脑皮层的许多区域的血流量甚至比清醒时还要多——这包括海马体、颞枕区域、皮层的某些部分和基底前脑。 包括杏仁核在内的边缘和边缘系统是 REM 睡眠期间的其他活跃区域。 虽然 REM 睡眠期间的大脑活动与觉醒非常相似，但 REM 睡眠和觉醒的主要区别在于，REM 睡眠期间的觉醒被更有效地抑制了。 这一点，加上大脑中单胺能神经元的实际沉默，可以说是 REM 的特征。
新生儿每天有 8 到 9 个小时处于快速眼动睡眠。到五岁左右时，快速眼动睡眠时间仅略多于两个小时。 快速眼动睡眠的功能尚不确定，但缺乏它会损害学习复杂任务的能力。快速眼动期肌肉无力导致的功能性瘫痪对于保护生物体免受自我伤害可能是必要的，因为身体上会表现出在此阶段发生的生动梦境中的场景。
在脑电图记录中，快速眼动睡眠的特点是高频、低振幅活动以及自发出现的β波和伽马波。产生这些快速频率波的最佳候选者是皮质丘脑回路中的快速节律性爆发神经元。与慢波睡眠不同，快频率节律在丘脑皮质和新皮质区域之间的特定局部回路的限制区域内同步。据说这些是由脑干结构的胆碱能过程产生的。
除此之外，杏仁核在 REM 睡眠调节中发挥作用，支持 REM 睡眠允许内部信息处理的假设。 高度的杏仁核活动也可能引起梦中的情绪反应。 类似地，梦的怪异可能是由于前额叶区域的活动减少，前额叶区域参与整合信息和情景记忆。

### 脑桥-膝-枕波
快速眼动睡眠还与脑桥枕叶波（也称为阶段性活动或 PGO 波）的发射以及胆碱能上行唤醒系统的活动有关。 PGO 波在快速眼动前阶段被记录在外侧膝状核和枕叶皮质中，被认为代表梦的内容。 LG皮层通道中较高的信噪比表明，梦中的视觉意象可能出现在快速眼动睡眠完全发育之前，但这尚未得到证实。 PGO 波还可能在大脑的发育和结构成熟以及未成熟动物的长期增强中发挥作用，因为发育中的大脑在睡眠期间存在高 PGO 活性。  

### 重启网络
睡眠期间的另一种活动形式是重新激活。 一些电生理学研究表明，在睡眠前的学习任务中发现的神经元活动模式在睡眠期间在大脑中重新激活。 这一点，以及活动区域与负责记忆的区域的巧合导致了睡眠可能具有一些记忆巩固功能的理论。 在这种关系中，一些研究表明，在顺序电机任务之后，预电机和 视觉皮层 所涉及的区域在REM睡眠期间最活跃，但在NREM期间则不然。 同样，该 海马,海马 参与空间学习任务的区域在NREM睡眠中重新激活，但不在REM中。 这些研究表明睡眠在巩固特定记忆类型中的作用。 然而，目前还不清楚其他类型的记忆是否也被这些机制所巩固。

### 海马新皮质对话
海马新皮质对话是指SWS期间海马和新皮质中称为集合的神经元组之间非常结构化的相互作用。  尖波模式 (SPW) 在 SWS 期间主导海马，并且海马中的神经元群在此阶段参与有组织的爆发。这是与皮层状态变化（向下/向上状态）同步完成的，并由皮层缓慢振荡协调。这些观察结果，再加上海马体在短期至中期记忆中发挥作用，而皮质在长期记忆中发挥作用的知识，导致了这样的假设：海马体新皮质对话可能是海马体传递信息的机制。到皮质。因此，据说海马新皮质对话在记忆巩固中发挥着作用。 

## 睡眠调节
睡眠调节是指对生物体何时在睡眠和清醒之间转换的控制。 这里的关键问题是确定大脑的哪些部分参与睡眠开始以及它们的作用机制是什么。 在人类和大多数动物中，睡眠和清醒似乎遵循电子触发器模型，即两种状态都是稳定的，但中间状态却不稳定。  当然，与触发器不同的是，在睡眠的情况下，似乎有一个计时器从醒来的那一刻开始滴答作响，因此在一段时间后必须睡觉，在这种情况下，即使醒来也变成了不稳定的状态。在较小程度上，反之亦然。

### 睡眠开始
视前区和下丘脑前部的病变导致失眠，而下丘脑后部的病变则导致嗜睡，这一发现为睡眠开始的机制提供了一些线索。  进一步缩小范围以表明中央中脑被盖是在皮质激活中发挥作用的区域。因此，睡眠的开始似乎是由下丘脑前部的激活以及后部区域和中脑被盖中央的抑制引起的。进一步的研究表明，称为腹外侧视前核的下丘脑区域产生抑制性神经递质GABA ，在睡眠开始时抑制唤醒系统。 

### 睡眠调节模型
睡眠由两种平行机制调节，即稳态调节和昼夜节律调节，分别由下丘脑和视交叉上核（SCN）控制。尽管睡眠驱力的确切性质尚不清楚，但在清醒期间体内平衡压力会增加，并且这种情况会持续到人入睡为止。腺苷被认为在这方面发挥着关键作用，许多人提出压力积聚部分是由于腺苷积累造成的。然而，一些研究人员表明，仅靠积累并不能完全解释这种现象。昼夜节律是体内 24 小时的循环，已被证明即使在没有环境提示的情况下也会持续存在。这是由 SCN 到脑干的投射引起的。
这两个过程模型最初由 Borbely 于 1982 年提出，  ，他分别将它们称为 Process S（稳态）和 Process C（昼夜节律）。他展示了慢波密度如何在夜间增加，然后在一天开始时下降，而昼夜节律就像正弦曲线。他提出，当两者之间的差异最大时，睡眠压力最大。
1993 年，提出了一种不同的模型，称为对手过程模型 。该模型解释说，这两个过程相互对抗以产生睡眠，这与博贝利的模型相反。根据该模型，参与昼夜节律的视交叉上核（SCN）可增强清醒度并对抗稳态节律。相反的是稳态节律，通过下丘脑中复杂的多突触通路进行调节，其作用就像一个开关并关闭唤醒系统。这两种效应共同产生睡眠和觉醒的拉锯效应。 最近，有人提出这两种模型都具有一定的有效性，而新的理论认为快速眼动睡眠对非快速眼动睡眠的抑制也可能发挥作用。 无论如何，这两个过程机制为简单的昼夜节律增加了灵活性，并且可以进化为一种适应性措施。

### 丘脑调节
睡眠中的大部分大脑活动都归因于丘脑，丘脑似乎在 SWS 中发挥着关键作用。慢波睡眠中的两种主要振荡，δ 和慢振荡，可以由丘脑和皮质产生。然而，睡眠纺锤波只能由丘脑产生，因此其作用非常重要。丘脑起搏器假说认为这些振荡是由丘脑产生的，但同时放电的几组丘脑神经元的同步取决于丘脑与皮质的相互作用。当丘脑从强直模式转变为阶段性模式时，丘脑在睡眠开始时也发挥着关键作用，因此就像中央和分散元件的镜子一样，连接皮质的远端部分以协调它们的活动。   

### 上行网状激活系统
上行网状激活系统由一组神经子系统组成，这些神经子系统从不同的丘脑核和许多多巴胺能、去甲肾上腺素能、血清素能、组胺能、胆碱能和谷氨酸能脑核中伸出。    当清醒时，它接收各种非特定的感觉信息并将它们转发到皮层。它还调节战斗或逃跑反应，因此与运动系统相关。在睡眠开始期间，它通过两条途径起作用：通过丘脑投射到皮质的胆碱能途径和通过下丘脑投射到皮质的一组单胺能途径。在 NREM 睡眠期间，该系统受到腹外侧视前区和面旁区GABA 能神经元以及不同大脑区域中其他促进睡眠的神经元的抑制。

## 睡眠功能
睡眠剥夺研究表明，睡眠对于正常的大脑功能尤为重要。需要睡眠来消除氧化应激（通常是自噬）引起的活性氧并修复 DNA。快速眼动睡眠还会降低去甲肾上腺素的浓度，过量时会导致细胞凋亡。
睡眠很可能是为了实现某些原始功能而进化的，并随着时间的推移呈现出多种功能 （类似于喉部，它控制食物和空气的通道，但随着时间的推移逐渐退化以发展言语能力）。
为解释睡眠功能而提出的多种假设反映了对该主题的不完整理解。虽然睡眠的某些功能是已知的，但其他一些功能已经被提出，但尚未完全证实或理解。关于睡眠功能的一些早期想法是基于这样一个事实：大多数（如果不是全部）外部活动在睡眠期间停止。最初，人们认为睡眠只是身体“休息”和减少磨损的一种机制。后来对睡眠期间大脑低代谢率的观察似乎表明了睡眠的某些代谢功能。 这个理论并不完全充分，因为睡眠只会使新陈代谢降低约 5-10%。  随着脑电图的发展，人们发现大脑在睡眠期间几乎有连续的内部活动，从而产生了这样的观点：其功能可能是神经元回路的重组或规范或加强连接。  这些假设仍在探索中。睡眠的其他功能包括维持荷尔蒙平衡、温度调节和维持心率。
根据最近的一项睡眠中断和失眠回顾研究， 对健康个体有短期和长期的负面影响。短期后果包括压力反应性增加和心理社会问题，例如认知或学业成绩受损以及抑郁。实验表明，在健康的儿童和成人中，断断续续的睡眠或失眠会增加交感神经的激活，从而扰乱情绪和认知。长期后果包括代谢问题，例如葡萄糖稳态破坏，甚至肿瘤形成和癌症风险增加。

### 保存
“保存和保护”理论认为，睡眠具有适应功能。它可以在一天 24 小时的这段时间里保护动物，在这段时间里，动物如果醒着，四处游荡，就会面临最大的风险。 生物体不需要 24 小时来养活自己并满足其他必需品。从适应的角度来看，生物体通过远离伤害而变得更安全，因为它们可能成为其他更强大的生物体的猎物。考虑到它们的身体能力和栖息地，它们的睡眠时间可以最大限度地提高安全性。
该理论无法解释为什么大脑在正常睡眠期间脱离外部环境。然而，大脑在任何时候都会消耗身体能量的很大一部分，而能量的保存只能通过限制其感觉输入来实现。反对该理论的另一个论点是，睡眠不仅仅是动物脱离环境的被动结果，而且是一种“驱动力”。动物为了获得睡眠而改变自己的行为。
因此，昼夜节律调节足以解释生物体适应的活动和静止时期，但睡眠的更特殊的特殊性可能具有不同的和未知的功能。此外，保护理论需要解释为什么像狮子这样的食肉动物处于食物链的顶端，因此没有什么可害怕的，而且睡得最多。有人建议他们在不狩猎时需要尽量减少能量消耗。

### 清除大脑中的废物
在睡眠期间，代谢废物，如免疫球蛋白、蛋白质片段或完整蛋白质（如β-淀粉样蛋白），可以通过沿血管周围空间和大脑星形胶质细胞网络流动的淋巴样通道的类淋巴系统从间质中清除。   根据该模型，血管和星形胶质细胞之间的中空管就像溢洪道一样，可以将携带废物的脑脊液从大脑排出到全身血液中。  截至 2017 年，此类机制仍处于初步研究阶段，它们表明睡眠是大脑免疫功能和清除 β-淀粉样蛋白（阿尔茨海默病的危险因素）的调节维持期的潜在方式。 

### 恢复
研究表明，睡眠会影响伤口愈合。 
研究表明，睡眠不足会影响免疫系统。 现在可以说“睡眠不足会损害免疫功能，而免疫挑战会改变睡眠”，并且有人认为睡眠会增加白细胞计数。  2014 年的一项研究发现，剥夺老鼠的睡眠会加速癌症的生长，并削弱免疫系统控制癌症的能力。 
睡眠时间对躯体生长的影响尚不完全清楚。一项研究记录了 9 年（1-10 岁）305 名儿童的生长、身高和体重，并与家长报告的卧床时间相关。研究发现，“儿童睡眠时间的差异似乎对生长没有影响。” 众所周知，慢波睡眠会影响成年男性的生长激素水平。  Van Cauter、Leproult 和 Plat 在 8 小时睡眠期间发现，SWS 百分比较高（平均 24%）的男性的生长激素分泌也较高，而 SWS 百分比较低（平均 9%）的受试者的生长激素分泌也较低。生长激素的分泌。 
有一些证据支持睡眠的恢复功能。研究表明，睡眠状态下的大脑清除代谢废物的速度比清醒状态下更快。 清醒时，新陈代谢会产生活性氧，这会损害细胞。在睡眠中，新陈代谢率降低，活性氧的产生减少，从而使恢复过程得以接管。从理论上讲，睡眠有助于促进分子的合成，从而帮助修复和保护大脑免受清醒时产生的有害元素的影响。 睡眠期间的代谢阶段是合成代谢阶段；合成代谢激素如生长激素（如上所述）在睡眠期间优先分泌。
能量守恒也可以通过休眠而不将生物体与环境隔离来实现，这可能是一种危险的情况。久坐、不睡觉的动物更有可能在捕食者中幸存下来，同时仍能保存能量。因此，睡眠似乎除了保存能量之外还有另一个目的或其他目的。睡眠的另一个潜在目的可能是将清醒时激活的突触信号强度恢复到“基线”水平，削弱不必要的连接，从而更好地促进第二天的学习和记忆功能；这意味着大脑正在忘记我们每天学到的一些东西。 

### 内分泌功能
许多激素的分泌受到睡眠-觉醒周期的影响。例如，褪黑激素是一种荷尔蒙计时器，被认为是一种强烈的昼夜节律激素，其分泌量在昏暗的光线下增加，并在夜间睡眠期间达到峰值，在眼睛受到明亮的光线照射时减少。 在某些生物体中，褪黑激素的分泌取决于睡眠，但在人类中，它与睡眠无关，仅取决于光照水平。当然，对于人类和其他动物来说，这种激素可能有助于协调睡眠开始。同样，皮质醇和促甲状腺激素 (TSH)是强昼夜节律和昼夜激素，大多与睡眠无关。 相比之下，生长激素 (GH)和催乳素等其他激素严重依赖于睡眠，并且在缺乏睡眠的情况下会受到抑制。  GH 在 SWS 期间增加最多，而催乳素在入睡后早期分泌，并在夜间持续上升。在一些分泌受光照水平控制的激素中，睡眠似乎会增加分泌。几乎在所有情况下，睡眠不足都会产生有害影响。例如，皮质醇对于新陈代谢至关重要（皮质醇非常重要，以至于动物在缺乏皮质醇后一周内就会死亡），并影响抵抗有害刺激的能力，在醒来和快速眼动睡眠期间会增加皮质醇。 同样，TSH 在夜间睡眠期间增加，并随着睡眠时间的延长而减少，但在完全急性睡眠剥夺期间增加。  </br>由于激素在能量平衡和新陈代谢中起着重要作用，而睡眠对其分泌的时间和幅度起着关键作用，因此睡眠对新陈代谢有相当大的影响。这可以解释一些早期的睡眠功能理论，这些理论预测睡眠具有代谢调节作用。

### 记忆处理
根据 Plihal & Born 的研究，睡眠通常会增加对之前学习和经历的回忆，其益处取决于睡眠阶段和记忆类型。 例如，基于在早期和晚期夜间睡眠以及清醒控制条件下应用的陈述性记忆和程序性记忆任务的研究表明，陈述性记忆在早期睡眠期间（以 SWS 为主）改善更多，而程序性记忆在晚期睡眠期间（以 SWS 为主）改善更多。通过快速眼动睡眠）。  
关于陈述性记忆，SWS 的功能作用与海马体先前编码的神经模式的重放有关，这些神经模式似乎有助于长期记忆的巩固。  这一假设基于主动系统巩固假说，该假说指出，在 NREM 睡眠的缓慢振荡期间，海马体中新编码信息的重复重新激活会介导陈述性记忆与皮层水平上预先存在的知识网络的稳定和逐渐整合。 它假设海马体可能仅以快速学习速率暂时保存信息，而新皮质则与长期存储和缓慢学习速率相关。     海马体和新皮质之间的这种对话与海马体尖波波纹和丘脑皮质纺锤体平行发生，同步性驱动纺锤体波纹事件的形成，这似乎是形成长期记忆的先决条件。    
记忆的重新激活也发生在清醒期间，其功能与用新的编码信息更新重新激活的记忆相关，而 SWS 期间的重新激活对于记忆稳定至关重要。 基于使用相关记忆线索在睡眠期间触发记忆痕迹的定向记忆重新激活（TMR）实验，一些研究已经证实了夜间重新激活对于新皮质网络中持久记忆形成的重要性，并强调了增加人们的记忆力的可能性。陈述性回忆时的记忆表现。     
此外，夜间重新激活似乎与清醒期间的重新激活具有相同的神经振荡模式，这一过程可能是由theta 活动协调的。 在清醒期间，θ 振荡通常与记忆任务的成功表现有关，并且睡眠期间的提示记忆重新激活表明，与无提示刺激相比，在随后识别提示刺激时，θ 活动明显更强，这可能表明记忆痕迹的加强以及通过睡眠期间的提示进行词汇整合。 然而，只有当提示记忆与先验知识相关时，TMR 对记忆巩固的有益作用似乎才会发生。 
其他研究也在研究不同睡眠阶段对不同类型记忆的具体影响。例如，已经发现睡眠剥夺不会显着影响面部识别，但会严重损害时间记忆（区分哪张脸属于所显示的一组）。研究还发现，睡眠不足会增加人们对正确性的信念，尤其是在错误的情况下。另一项研究报告称，与正常睡眠时（平均 4.7 ± 4 个单词）相比，睡眠不足时（平均 2.8 ± 2 个单词）自由回忆名词列表的表现要差得多。这些结果强化了睡眠对陈述性记忆形成的作用。通过观察前额叶皮层以及颞叶和顶叶分别用于颞叶学习和言语学习任务的低代谢活动，进一步证实了这一点。数据分析还表明，与清醒时间或快速眼动睡眠期间相比，SWS 期间的神经集合与模板的相关性显着更高。此外，学习后、SWS 后的混响持续了 48 小时，比新物体学习的持续时间（1 小时）长得多，表明长期增强。
此外，观察结果还包括小睡的重要性：午睡 1 小时后某些任务的表现得到改善；对轮班工人表现的研究表明，白天的睡眠时间与晚上的睡眠时间不同。目前的研究着眼于睡眠期间记忆巩固的分子和生理学基础。这些，再加上对可能在这种现象中发挥作用的基因的研究，有望更全面地了解睡眠在记忆中的作用。

### 重新正常化突触强度
睡眠还可以削弱在一天中获得的突触连接，但这些连接对于最佳功能来说并不是必需的。这样做可以减少资源需求，因为突触连接的维护和加强构成了大脑能量消耗的很大一部分，并且对其他细胞机制（例如新通道的蛋白质合成）造成了负担。  如果睡眠期间没有这样的机制发生，大脑的代谢需求就会随着日常突触强化的反复暴露而增加，直到压力变得过度或难以维持的程度。

### 睡眠不足导致行为改变
了解睡眠作用的一种方法是研究睡眠剥夺情况。 由于全天候服务、安全或媒体报道、跨时区项目等职业和家庭原因，睡眠剥夺在现代社会中很常见，有时甚至是必要的。这使得了解睡眠剥夺的影响非常重要。
自 20 世纪 00 年代初以来，已经进行了许多研究来记录睡眠不足的影响。 William C. Dement于 1960 年左右开始对 REM 剥夺的研究。他对八个受试者进行了睡眠和梦境研究项目，所有受试者都是男性。在长达 7 天的时间里，他会在参与者每次开始上台时叫醒他们，从而剥夺他们的快速眼动睡眠。他用连接在他们头皮和太阳穴上的小电极来监测这一情况。随着研究的进行，他注意到，他越是剥夺男性的快速眼动睡眠，他就越需要频繁地叫醒他们。之后，他们表现出比平时更多的快速眼动睡眠，后来被称为快速眼动睡眠反弹。  
这些的神经行为基础最近才被研究。睡眠不足与事故和工业错误发生概率的增加密切相关。  许多研究表明，长时间的睡眠不足会导致大脑代谢活动减慢。 一些研究还表明，大脑中的注意力网络尤其受到睡眠不足的影响，  ，尽管对注意力的一些影响可能会被替代活动（如站立或行走）或咖啡因摄入所掩盖， 注意力缺陷是无法完全避免的。
睡眠不足已被证明会对认知任务产生不利影响，尤其是涉及发散功能或多任务处理的任务。   它还对情绪和情绪有影响，有多份报告表明，睡眠债会增加愤怒、恐惧或抑郁的倾向。  然而，一些高级认知功能似乎并未受到影响，尽管速度较慢。 其中许多影响因人而异 ，即虽然有些人因睡眠不足而患有高度认知障碍，但对另一些人来说，影响很小。上述现象的确切机制尚不清楚，睡眠债的确切神经通路和细胞机制仍在研究中。

## 睡眠障碍
睡眠障碍或睡眠病是人或动物睡眠模式的医学障碍。多导睡眠图是一种常用于诊断某些睡眠障碍的测试。睡眠障碍大致分为睡眠障碍、异态睡眠、昼夜节律睡眠障碍（CRSD）以及其他疾病，包括由医疗或心理状况和昏睡病引起的疾病。一些常见的睡眠障碍包括失眠（长期无法入睡）、睡眠呼吸暂停（睡眠期间呼吸异常低沉）、发作性睡病（在不适当的时间过度嗜睡）、猝倒（突然和短暂的肌张力丧失）和昏睡病（睡眠中断）感染引起的循环）。正在研究的其他疾病包括梦游、睡惊和尿床。
研究睡眠障碍特别有用，因为它提供了一些关于大脑的哪些部分可能参与功能改变的线索。这是通过比较正常受试者和受影响受试者的成像和组织学模式来完成的。睡眠障碍的治疗通常涉及行为和心理治疗方法，但也可以使用其他技术。针对特定患者的治疗方法的选择取决于患者的诊断、医疗和精神病史、偏好以及治疗临床医生的专业知识。通常，行为或心理治疗和药理学方法是兼容的，并且可以有效地结合起来以最大限度地提高治疗效果。
通常，睡眠障碍也与神经退行性疾病有关，主要以α-突触核蛋白异常积累为特征，例如多系统萎缩症(MSA)、帕金森病(PD) 和路易体病(LBD)。       例如，被诊断患有帕金森病的人经常会出现不同类型的睡眠问题，通常包括失眠（约 70% 的帕金森病人群）、嗜睡症（超过 50% 的帕金森病人群）和快速眼动睡眠行为障碍(RBD) - 这可能影响大约 40% 的 PD 人群，并且与运动症状增加有关。      此外，RBD 在几年前也被认为是这些神经退行性疾病未来发展的强有力的先兆，这似乎是改善治疗的绝佳机会。  
阿尔茨海默病(AD) 也存在睡眠障碍，影响了约 45% 的人口。   此外，如果基于护理人员的报告，这一比例甚至更高，约为 70%。 与 PD 人群一样，AD 患者也经常出现失眠和嗜睡，这与β-淀粉样蛋白积累、昼夜节律睡眠障碍(CRSD) 和褪黑激素改变有关。   此外，在 AD 中也观察到睡眠结构的变化。   尽管随着年龄的增长，睡眠结构似乎会自然改变，但在 AD 患者中，这种情况会加剧。 SWS 可能会减少（有时完全不存在），纺锤波和 REM 睡眠时间也会减少，而潜伏期会增加。  AD 患者的入睡不良还与梦相关的幻觉、不安、游荡和激动的增加有关，这些似乎与日落有关，这是该疾病中出现的一种典型的时间生物学现象。  
神经退行性疾病通常与大脑结构损伤有关，这可能会扰乱睡眠和清醒状态、昼夜节律、运动或非运动功能。  另一方面，睡眠障碍也常常与患者认知功能、情绪状态和生活质量恶化有关。   此外，这些异常的行为症状会给他们的亲属和照顾者带来负面影响。   因此，更深入地了解睡眠障碍与神经退行性疾病之间的关系似乎极其重要，主要考虑到与其相关的研究有限以及预期寿命的不断增加。  
一个相关领域是睡眠医学领域，涉及睡眠障碍和睡眠剥夺的诊断和治疗，睡眠障碍是事故的主要原因。这涉及多种诊断方法，包括多导睡眠图、睡眠日记、多次睡眠潜伏期测试等。类似地，治疗可以是行为疗法，例如认知行为疗法，也可以包括药物治疗或强光疗法。

## 做梦

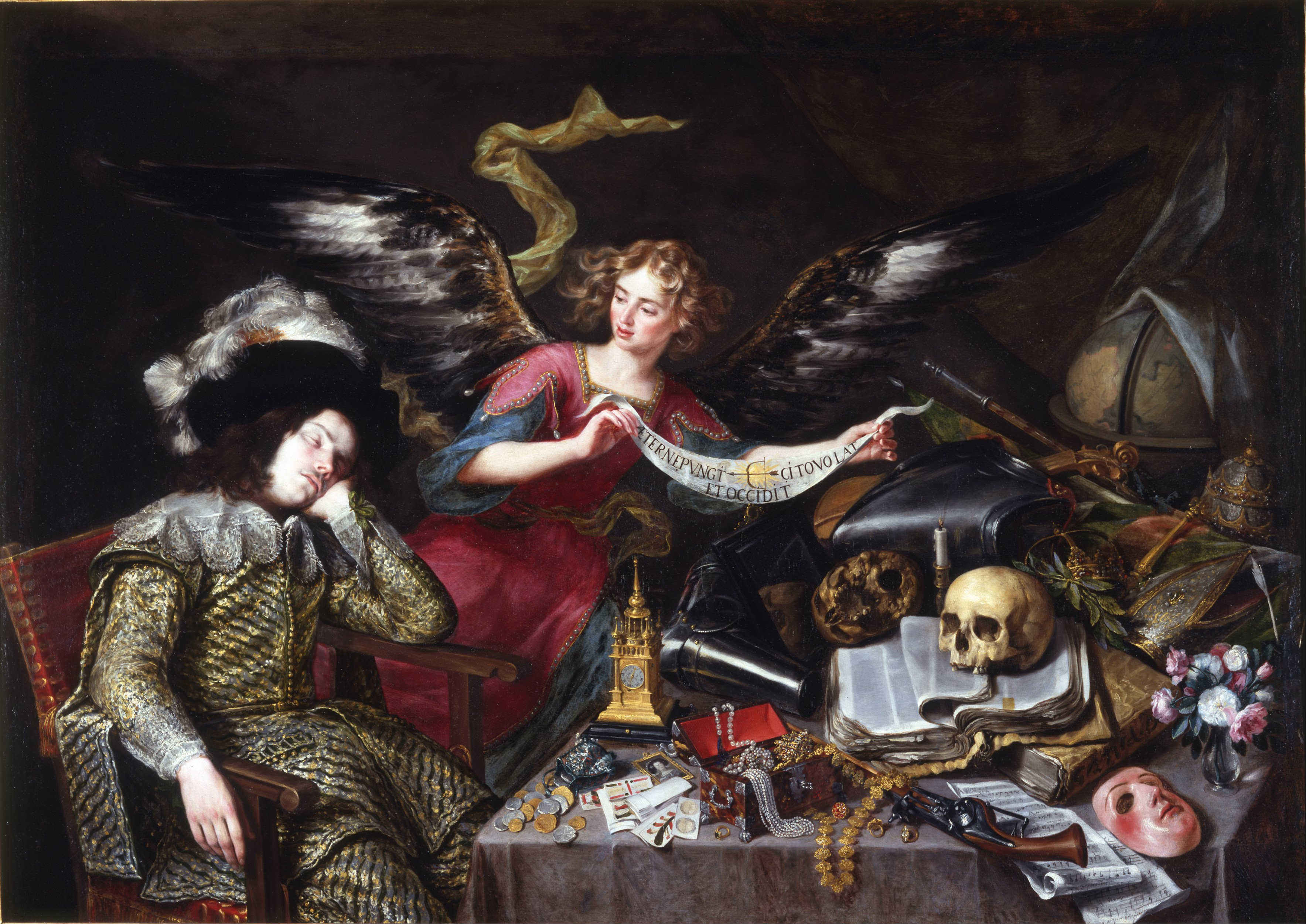
《骑士之梦》，安东尼奥·德·佩雷达于 1655 年创作的画作

梦是在睡眠的某些阶段（主要是快速眼动阶段）期间大脑中不由自主地出现的一系列图像、想法、情绪和感觉。尽管已经提出了各种理论，但梦的内容和目的尚不清楚。对梦的科学研究称为梦境学。
关于梦的神经学基础有很多理论。这包括激活合成理论——该理论认为梦是由快速眼动睡眠期间脑干激活引起的；持续激活理论——该理论认为梦是激活和合成的结果，但梦和快速眼动睡眠是由大脑中不同的结构控制的；梦是长期记忆的兴奋——这一理论声称，长期记忆的兴奋在清醒时也很普遍，但通常受到控制，只有在睡眠时才变得明显。
关于梦的功能也有多种理论。一些研究声称梦可以增强语义记忆。这是基于海马新皮质对话的作用以及睡眠和记忆之间的一般联系。一项研究推测，梦会清除大脑中的垃圾数据。情绪适应和情绪调节是梦的其他功能。
从进化的角度来看，梦可能会模拟和演练有机体祖先环境中常见的威胁事件，从而提高一个人解决当前日常问题和挑战的能力。因此，这些威胁事件可能以遗传记忆的形式传递下去。  这一理论与快速眼动睡眠是一种众所周知的防御机制（强直不动反射）的进化转变的说法相一致。  
大多数梦功能理论似乎是相互矛盾的，但许多短期梦功能可能共同作用以实现更大的长期功能。 值得注意的是，这些理论的证据都不是完全决定性的。
将清醒记忆事件纳入梦中是另一个活跃研究领域，一些研究人员试图将其与梦的陈述性记忆巩固功能联系起来。  
一个相关的研究领域是噩梦的神经科学基础。许多研究已经证实噩梦的发生率很高，并且有些研究将其与高压力水平相关联。 人们提出了多种噩梦产生的模型，包括新弗洛伊德模型以及其他模型，例如图像情境化模型、边界厚度模型、威胁模拟模型等。 神经递质失衡已被认为是噩梦的原因，情感也是如此网络功能障碍——一种模型，声称噩梦是通常与梦有关的电路功能障碍的产物。  与梦一样，这些模型都没有得出结论性的结果，并且关于这些问题的研究仍在继续。

## 也可以看看
- NPSR突变